# Cathormion umbellatum
Cathormion umbellatum là một loài thực vật có hoa trong họ Đậu. Loài này được (Vahl) Kosterm. miêu tả khoa học đầu tiên.